# Вас
Вас је ("моћ, власт") жезло, симбол који се појављује често на реликвијама умјетности у Египатским хијероглифима. Изгледа као стилизована животињска глава на врху дуге стабљике рачвастог краја. Вас скиптари коришћени cу као симболи моћи или власти, и били су повезани са боговима (као што је Сет или Анубис),  Архивирано на веб-сајту  (2. октобар 2015).